# Sidney Henry Haughton
Pour les articles homonymes, voir Haughton.
Sidney Henry Haughton, née le 7 mai 1888 et mort le 24 mai 1982  à Pretoria et enterré à Londres, en Angleterre, est un paléontologue et géologue sud-africain d'origine britannique surtout connu pour sa description du dinosaure Sauropodomorpha Melanorosaurus en 1924 et ses travaux sur la géologie du Witwatersrand.

## Biographie
Haughton est né le 7 mai 1888 à Bethnal Green, Londres. Il est l'aîné des trois enfants de Henry Charles Haughton et d'Alice Aves.
Pendant la Première Guerre mondiale, Haughton s'enrôle dans le Royal Army Medical Corps, est affecté en Égypte, puis en Inde, et attrape le paludisme, ce qui conduit à sa libération de l'armée.

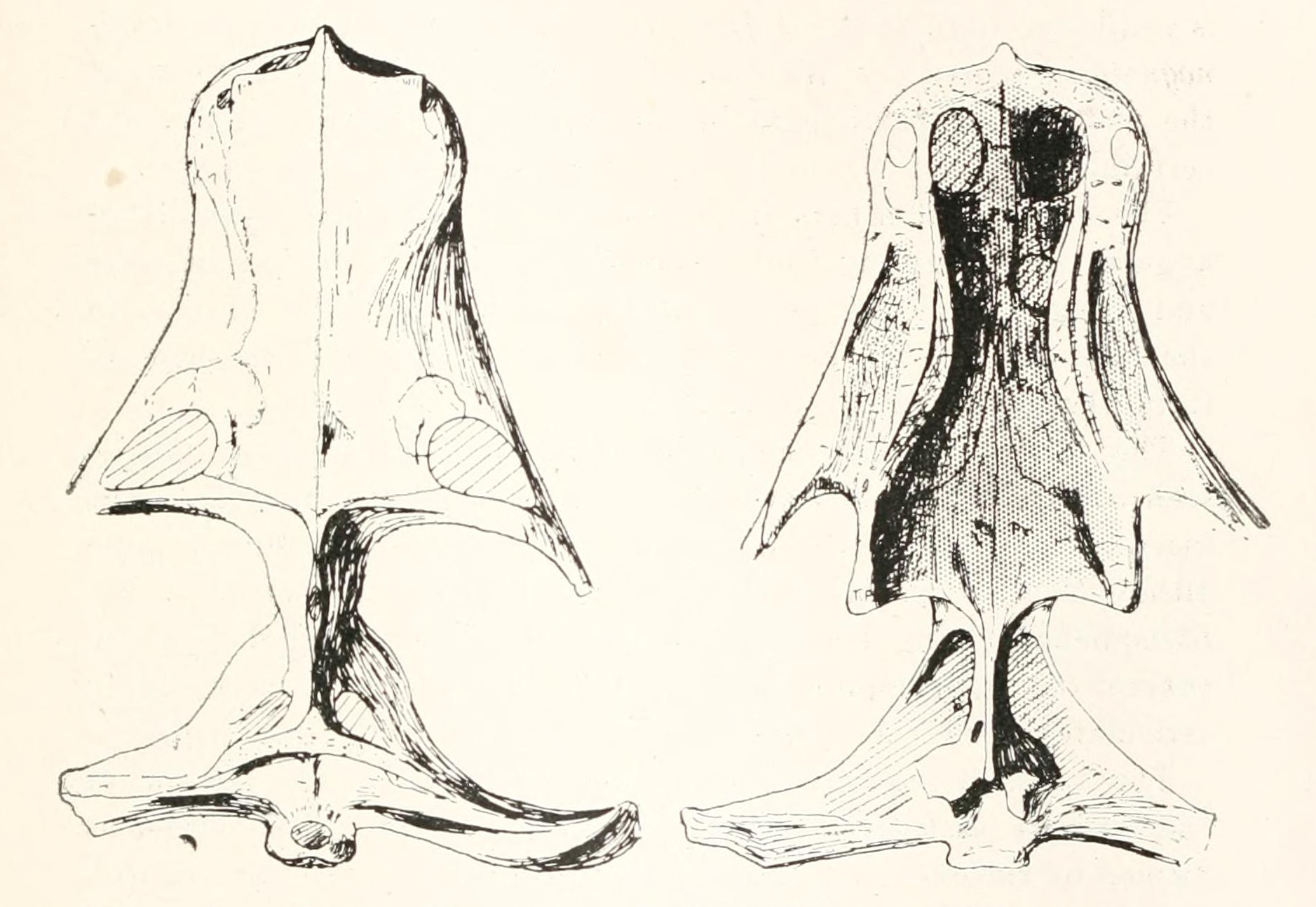
Crâne holotype de Whaitsia platyceps par Sydney H. Haughton, 1918.

Il est élu membre de la Royal Society en 1961,.
Les travaux de Haughton sur la géologie sud-africaine aboutissent à la publication en 1964 de Gold Deposits of the Witwatersrand Basin: The Geology of Some Ore Deposits of Southern Africa, Volume 1, une collection de 18 articles sur la géologie du Witwatersrand.

## Ouvrages
- The stratigraphic history of Africa south of the Sahara
- The geology of the country around Mossel bay, Cape Province - (Government Printer, 1937)
- The geology of portion of the coastal belt near the Gamtoos valley, Cape Province - (Printed in the Union of South Africa by the Government Printer, 1937)
- Results of an investigation into the possible presence of oil in Karroo rocks in parts of the Union of South Africa - (Dept. of Mines, 1953)
- Geological history of Southern Africa - (Geological Society of South Africa, 1969)
- Trans-Karroo excursion - (printed by the Natal witness, 1970)
- The Australopithecine fossils of Africa and their geological setting - Witwaterstrand University Press/Institute for the Study of Man in Africa, 1964)
- The stratigraphic history of Africa south of the Sahara - (Hafner Pub. Co., 1963)
- The stratigraphic history of Africa south of the Sahara - (Oliver & Boyd, 1963)
- The geology of some ore deposits in southern Africa - (Geological Society of South Africa, 1964) [3]